# عدس (عزبة)
عزبة عدس عزبة تابعة لقرية لاصيفر البلد بالوحدة المحلية لقرية كنيسة الصرادوسي، التابعة لمركز دسوق، التابع لمحافظة كفر الشيخ في جمهورية مصر العربية.